# Korneliusz (Onilă)
Korneliusz, nazwisko świeckie Corneliu Onilă (ur. 25 lipca 1966 w Corni-Albești) – rumuński biskup prawosławny.

## Życiorys
W 1987 ukończył seminarium duchowne przy monasterze Neamț. Następnie ukończył studia w zakresie teologii prawosławnej na Uniwersytecie Bukareszteńskim (dyplom w 1992). Naukę kontynuował na studiach doktoranckich, specjalizując się w badaniach nad Nowym Testamentem. Studia te rozpoczął w Bukareszcie, a od 1993 kontynuował na Wydziale Teologii Protestanckiej uniwersytetu w Marburgu. W 1996, po obronie doktoratu, był asystentem na katedrze teologii i duchowości prawosławnej.
21 listopada 1997 został postrzyżony na mnicha, dzień później – wyświęcony na hierodiakona, zaś 23 listopada – na hieromnicha. Od 1997 był wykładowcą w seminarium duchownym w Huși, zaś w roku następnym biskup Huși Joachim mianował go wikariuszem administracyjnym. W 1999 otrzymał godność archimandryty. 27 października tego samego został nominowany na biskupa Bârlăd, wikariusza eparchii, w której służył. Jego chirotonia biskupia odbyła się 21 listopada 1999 pod przewodnictwem metropolity Mołdawii i Bukowiny Daniela.
W 2009 został wybrany na wakującą katedrę Huși i w tym samym roku intronizowany. Odszedł w stan spoczynku na własną prośbę w 2017 r., w związku ze skandalem, jaki wywołało pojawienie się w internecie nagrania, które miało go przedstawiać podczas czynności seksualnych z innym mężczyzną.